# Niegowonice
Niegowonice – wieś w Polsce, położona w województwie śląskim, w powiecie zawierciańskim, w gminie Łazy, przy drodze wojewódzkiej nr 790.
W latach 1954–1972 wieś należała i była siedzibą władz gromady Niegowonice. W latach 1975–1998 miejscowość administracyjnie należała do województwa katowickiego.
| SIMC    | Nazwa          | Rodzaj    |
| ------- | -------------- | --------- |
| 0216770 | Dębina         | część wsi |
| 0216786 | Niwa-Męczywoda | część wsi |
| 0216792 | Pasieki        | część wsi |
| 0216800 | Słotwina       | część wsi |

## Historia
Niegowonice są wsią o zwartej zabudowie, położoną nieopodal wzniesień Stodólsko i Lipowa. Pierwszą wzmianką o niej jest wymieniający rycerza Ostrobroda z Negonyczy dokument z 1300. Lokacja wsi na prawie niemieckim miała miejsce w 1354.
Wiek XVI przyniósł zmiany istniejącego układu stosunków ekonomicznych okolicy. W pobliskim Ogrodzieńcu powstało wielkie dominium ziemskie, którym zawładnął magnacki ród krakowskich Bonerów. Wiele pobliskich folwarków, między innymi Niegowonice zostało wchłoniętych przez tę feudalną posiadłość i dzieliło jej losy.
Po upadku dóbr ogrodzienieckich w drugiej połowie XVIII wieku właścicielami Niegowonic byli Mikołaj i Marianna Małachowscy, po czym wieś trafia w ręce rodziny Grabiańskich. Po śmierci w 1813 r. Franciszka Grabiańskiego, fundatora niegowonickiej parafii, jego syn Leopold Grabiański w roku 1825 sprzedał Niegowonice swoim kuzynom tj. Helenie i Józefowi Rogowskim z Chruszczobrodu. Wtedy to rozpoczął się powolny upadek folwarku, co było następstwem załamania się gospodarki feudalnej.
Ponieważ z roku na rok sytuacja finansowa dworu stawała się coraz gorsza, Włodzimierz Rogowski zdecydował się przeprowadzić uwłaszczenie chłopów. W dniu 3 sierpnia 1867 roku, Komisja Centralna Spraw Włościańskich zatwierdziła Tabelę Likwidacyjną, zgodnie z którą na własność włościan wsi Niegowonice przeszło 1499 mórg i 85 prętów kwadratowych (ok. 840 ha) gruntów, za które Włodzimierzowi Rogowskiemu wypłacono odszkodowanie w wysokości 12268 rubli 29 kopiejek. W rękach dziedzica pozostały dobra o powierzchni 862 mórg 89 prętów kwadratowych (ok. 483 ha).
Niestety również i ten krok nie uchronił folwarku przed dalszym zadłużaniem i w chwili śmierci Włodzimierza Rogowskiego w 1873 roku nad majątkiem ciążył ogromny dług między innymi na rzecz Towarzystwa Kredytowego Ziemskiego. Z racji tego, że Rogowski nie pozostawił żadnego potomka, Niegowonice przypadły w spadku jego krewnym tj. Tomaszowi i Józefie z Rogowskich, małżonkom Grabiańskim.
Nowi właściciele nawet nie próbowali ratować upadającego dworu i już w roku 1890 został on zlicytowany. Jego właścicielem stał się młody szlachcic Stanisław Gąssowski, który w roku 1910 rozpoczął stopniową jego parcelację. Łącznie w okresie od 3 sierpnia 1910 roku do 18 sierpnia 1914 roku na rozparcelowanych dobrach Niegowonice osiedliły się 64 rodziny, z których 45 nie była rdzennie związana z Niegowonicami.
Gdy Niegowonice należały do zaboru pruskiego w obrębie tzw. Nowego Śląska i okręgu pileckiego, a pod względem administracji kościelnej do diecezji wrocławskiej i dekanatu siewiersko-lelowskiego, erygowano tu w 1802 r. parafię pod wezwaniem Św. Franciszka z Asyżu. Jej fundatorem był miejscowy dziedzic Franciszek Grabiański herbu Świeńczyc.
We wsi w latach 1980-1992 działał Zespół Pieśni i Tańca „Jura”. Założycielem Zespołu był Stanisław Kwiatkowski – ówczesny dyrektor Domu Kultury w Niegowonicach. Zespół składał się z około 40 członków (w tym 7 osobowa kapela). Na początku działalności zespołu odbywały się tylko występy wokalne. W 1986 roku zespołem zajęła się choreograf Anna Szymańska i jej asystenci Ewa Natkaniec, zajmującą się stroną wokalną i Wacław Wolny, zajmującego się aranżacjami dla kapeli.

## Klub Sportowy „Płomień” Niegowonice
W 1996 r. w miejscowości reaktywowano Klub Piłkarski „Płomień" Niegowonice. Pierwszy piłkarski klub sportowy w Niegowonicach powstał w latach 50. Reaktywowano go z inicjatywy Waldemara Klimczyka oraz Andrzeja Miśkowca. Na początku swojej działalności dzięki uprzejmości Zbigniewa Bilnika oraz Stanisława Matyji klub działał jako rezerwy KKS „Łazowianka”. Przez pierwsze dwa sezony, będąc beniaminkiem, zajmował miejsca w dolnej części tabeli. W następnych sezonach gracze zdobyli nowe doświadczenia co automatycznie przełożyło się na miejsca zajmowane na końcu rozgrywek.
W tym czasie dwukrotnie szansę na awans drużyna straciła w ostatnich kolejkach ligowych. Przełom nastąpił w sezonie 2001/2002. W 2001 roku klub odłączył się od „Łazowianki” i został zarejestrowany jako samodzielny klub pod nazwą Klub Sportowy „Płomień” Niegowonice. Pod nowym szyldem drużyna, po znakomitym sezonie (101 bramek strzelonych i tylko 25 straconych), osiągnęła historyczny awans do klasy „A” podokręgu Sosnowieckiego. W następnych latach drużyna grała ze zmiennym szczęściem na przemian awansując i spadając z klasy „A”. W chwili obecnej, po spadku, kolejny raz walczy o mistrzostwo klasy „B” i kolejny awans.
Na początku swoich występów klub dysponował jednym boiskiem bez zaplecza technicznego. W chwili obecnej posiada dwie płyty służące nie tylko zawodnikom ale również mieszkańcom Niegowonic i Niegowoniczek. W 2004 roku do dyspozycji piłkarzy oddano budynek klubowy wyposażony w dwie szatnie oraz pełne zaplecze techniczne.
Obecnie funkcję prezesa klubu pełni Andrzej Zieliński.
Klub zajmuje się nie tylko działalnością sportową, ale angażuje się również w życie społeczne wsi. Jest organizatorem i współorganizatorem wielu festynów o charakterze sportowo–rekreacyjnym i chętnie włącza się w życie miejscowości.